# Jungle Jim
Jungle Jim (traduzido como Jim das Selvas) é uma tira de jornal do gênero aventura, contando as aventuras de um herói que luta contra piratas, comerciante de escravos e um vilão chamado Cobra, além de enfrentar os perigos da selva. Ele pode ser considerado uma versão mais "civilizada" e "madura" de Tarzan. O nome do seu parceiro é Kolu. A tira foi publicada pela primeira vez em 7 de janeiro de 1934, escrita por Don Moore e desenhada por Alex Raymond, publicada como topper, dividindo espaço com Flash Gordon nos jornais de domingo.
Depois de Raymond, Jim das Selvas foi desenhado por John Mayo e Paul Norris (criador de Aquaman). A tira foi encerrada em 1954.

## História
Ao contrário dos protagonistas de Tarzan, Ka-Zar, Kaanga e outros quadrinhos com temas de selva, Jim Bradley morava no sudeste da Ásia, e não na África, e era um caçador, e não um homem selvagem de tanga.
Outros personagens incluíam o grande e forte nativo Kolu (que serviu seu camarada branco Jim de uma maneira um tanto semelhante ao personagem Lothar em Mandrake, o Mágico). A femme fatale Lille DeVrille foi adicionada ao elenco dois anos após a estreia da tira.
Os primeiros anos dos quadrinhos geralmente apresentavam histórias que giravam em torno de piratas, traficantes de escravos e outros antagonistas comuns da selva. À medida que a Segunda Guerra Mundial se aproximava, Jungle Jim, como muitos quadrinhos americanos, desenvolveu um tema de guerra, com Jim lutando contra os japoneses, e passou de sua posição de tira de destaque para sua própria página dominical.

## Revistas em quadrinhos
A Ace Comics republicou as tiras em forma de revistas (comic books). A Dell Comics publicou 20 edições da revista Jungle Jim de 1953-1959, os oito últimos números foram roteirizados por Gaylord Du Bois. A King Features Syndicate publicou uma única questão de Jungle Jim em 1967, esta revista trazia o número 5 e foi uma reedição da  quinta edição da série da Dell, com uma nova capa por Wally Wood. A Charlton Comics, em seguida, publicou sete edições seguindo a numeração da Dell (# 22-28) entre 1969-70 com histórias roteirizados por Wood, Pat Boyette, Bhob Stewart, Joe Gill e ilustradas por Wood, Boyette, Steve Ditko, Roger Brand e Tom Palmer.
Em janeiro de 2015, Dynamite Entertainment anunciou uma nova série de Jungle Jim como parte da série "King", em comemoração ao centenário do syndicate. Esta versão do Jungle Jim foi roteirizada por Paul Tobin e ilustrada por Sandy Jarrell.
Em maio de 2016, os heróis da King Features são reunidos novamente em Kings Quest, escrito por Ben Acker e Heath Corson e ilustrado por Dan McDaid.

## Reimpressões (Estados Unidos)
- Jungle Jim. Street Enterprises Menomonee Falls, Wis. , 1971 (reimpressões de 14 de julho a 27 de Outubro de 1935)
- Jungle Jim. Pacific Comics Club, Papeete, Tahiti (reimpressões de 12 de abril de 1936 a 30 de junho de 1937)
- Jungle Jim. Pacific Comics Club, Papeete, Tahiti (reimpressões de 20 de março de 1938 a 7 de agosto de 1938)
- Jungle Jim. Pacific Comics Club, Papeete, Tahiti (reimpressões de 14 de agosto de 1938 a 21 de maio de 1939)
- Jungle Jim. Pacific Comics Club, Papeete, Tahiti (reimpressões de 15 de setembro de 1940 a 4 de maio de 1941)
- Jungle Jim. Pacific Comics Club, Papeete, Tahiti (reimpressões de 15 de junho de 1941- a 20 de dezembro de 1942)
- The Official Jungle Jim Annual. : Pioneer Comics, Las Vegas, NV  1989
- The Official Jungle Jim Sundays: v. 1  Pioneer Comics, Las Vegas, NV, 1989 (reimpressões de 14 de julho de 1935 a 16 de maio de 1937)
- The Official Jungle Jim Sundays: v. 2,Death In The Jungle Pioneer Comics, Las Vegas, NV, 1989 (reimpressões de 16 de maio de 1937 a 12 de março de 1939)
- Definitive Flash Gordon and Jungle Jim Volume 1: 1934-1936 San Diego, Calif. IDW Publishing. ISBN 1-61377-015-4
- Definitive Flash Gordon and Jungle Jim Volume 2: 1936-1939 San Diego, Calif. IDW Publishing ISBN 1-61377-220-3
- Definitive Flash Gordon and Jungle Jim Volume 3: 1939-1941 San Diego, Calif. IDW Publishing ISBN 1-61377-580-6
- Definitive Flash Gordon and Jungle Jim Volume 4: 1942-1944 San Diego, Calif. IDW Publishing ISBN 1-61377-917-8

## No Brasil
No Brasil o personagem estreou no Suplemento Infantil do jornal A Nação criado por Adolfo Aizen.

## Adaptações
- Jungle Jim foi um show de rádio em 1935.
- Um seriado de 12 capítulos foi produzido em 1937 pela Universal Pictures, estrelado por Grant Withers.
- A Columbia Pictures produziu uma série de dezesseis filmes B com Johnny Weissmuller, de  1948 a 1955.
- A Screen Gems fez uma série para a TV entre 1955-1956. Foram produzidos 39 episódios, também estrelados por Weissmuller.